# Козимо Росели
Козимо Росели (итал. Cosimo Rosselli) е италиански ренесансов художник от Флорентинската школа

## Биография
Козимо Росели е роден през 1439 г. във Флоренция. На 14 години става ученик на художника Нери ди Бичи, и се обучава при него от май 1453 г. до октомври 1456 г., а след това става ученик на Алесо Балдовинети. През 1459 г. Росели получих първата си поръчка за олтара в църквата Санта Тринита, но тази работа не е запазена.
През пролетта на 1481 година Росели е поканен от папа Сикст IV в Рим за изписване на Сикстинската капела заедно с други прочути художници – Пиетро Перуджино, Доменико Гирландайо и Сандро Ботичели.
В Сикстинската капела Козимо Росели рисува стенописите „Проповедта на планината“, „Тайната вечеря“, и „Слизането от планината Синай“, с помощта на неговия ученик Пиеро ди Козимо и на Биаджо д'Антонио. Авторството на „Преминаването през Червено море“ е спорно – като автори се посочват Козимо Росели, Доменико Гирландайо или Биаджо д'Антонио.
Художникът се завръща във Флоренция през 1482 година. Сред известните му ученици са Пиеро ди Козимо, Фра Бартоломео и Мариото Албертинели.
Умира във Флоренция на 7 януари 1507 г. и е погребан в църквата Санта Кроче.
- Слизането от планината Синай, (Сикстинска капела)
- Тайната вечеря, (Сикстинска капела)
- Проповедта на планината, (Сикстинска папела)